# Mieroszowski Hrabia

Mieroszowski Hrabia

Mieroszewski Hrabia – polski herb hrabiowski, nadany w Galicji.

## Opis herbu
Opis zgodnie z klasycznymi regułami blazonowania:
Tarcza dzielona w skos skosem czerwonym z obramowaniem srebrnym. W polu górnym, błękitnym, orzeł czarny z przepaską srebrną zakończoną koniczynkami, o uzbrojeniu złotym; w polu dolnym, błękitnym na podkowie srebrnej, na której zaćwieczony krzyż kawalerski złoty, kruk czarny w lewo, z rozpostartymi skrzydłami, trzymający w dziobie pierścień złoty z oczkiem czerwonym. Nad tarczą korona hrabiowska, nad którą dwa hełmy w koronach z klejnotami: prawy kruk jak w godle, lewy orzeł jak w godle. Labry: prawe błękitne, podbite srebrem, lewe czerwone, podbite złotem. W jednej z wersji herbu dewiza DEUS PASCIT CORVOS (łac. BÓG KARMI KRUKA).

## Najwcześniejsze wzmianki
Nadany wraz z tytułem hrabiowskim braciom Stanisławowi i Sobiesławowi Mieroszowskim 23 sierpnia 1869 (wystawienie dyplomu). Rodzina Mieroszowskich była wzmiankowana na Śląsku od XVI wieku, gdzie przeniosła się z Polski i posiadała tam znaczne dobra, w tym Mysłowice. Herb nadany braciom jest poprawionym projektem Sobiesława, który wyraźnie prosił, aby znalazł się w nim śląski orzeł. Stanisław Mieroszowski pełnił funkcję radcy miasta Krakowa i był kawalerem Orderu Żelaznej Korony III Klasy. Sobiesław Mieroszowski był pruskim wojskowym, ordynatem dóbr Mysłowice, komandorem papieskiego Orderu Świętego Grzegorza, właścicielem licznych dóbr i członkiem nadzwyczajnym krakowskiej Akademii Umiejętności.

## Herbowni
Jedna rodzina herbownych (herb własny):
graf von Mieroszowice-Mieroszowski.